# Casa de Andrew McNally
La Casa de Andrew McNally fue una residencia histórica ubicada Altadena, California. Fue el hogar de Andrew McNally (1838-1904), cofundador y presidente de la editorial Rand McNally. La casa de estilo Reina Ana está incluida en el Registro Nacional de Lugares Históricos. Siguió siendo una casa particular hasta que fue destruida por el incendio de Eaton el 8 de enero de 2025.

## Historia

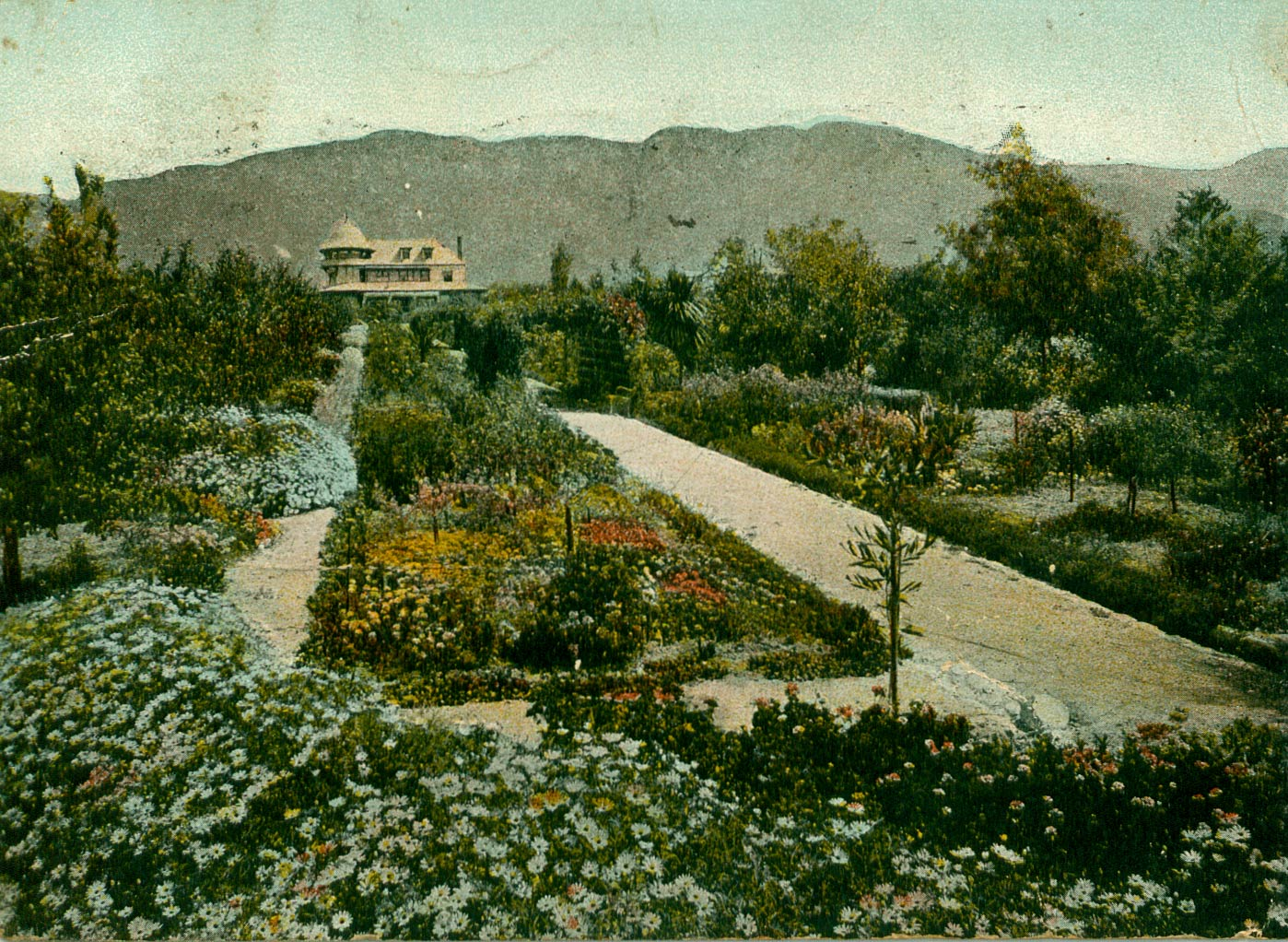
Una postal de alrededor de 1900 que muestra la casa y los jardines.

Andrew McNally era un inmigrante irlandés que trabajaba como impresor; cuando llegó a Estados Unidos, primero trabajó para el Chicago Tribune y allí conoció a William Rand. Juntos formaron la empresa que lleva sus nombres. En 1880 tomó su fortuna y su familia y se mudó al oeste. Vivieron durante un tiempo en Pasadena, antes de construir su mansión en Altadena en 1887. La mansión estaba ubicada en East Mariposa Street en Santa Rosa Avenue. En la época diferentes personas construyeron sus mansiones a lo largo de Mariposa Street, que pronto comenzó a conocerse localmente como "Millionaire's Row".

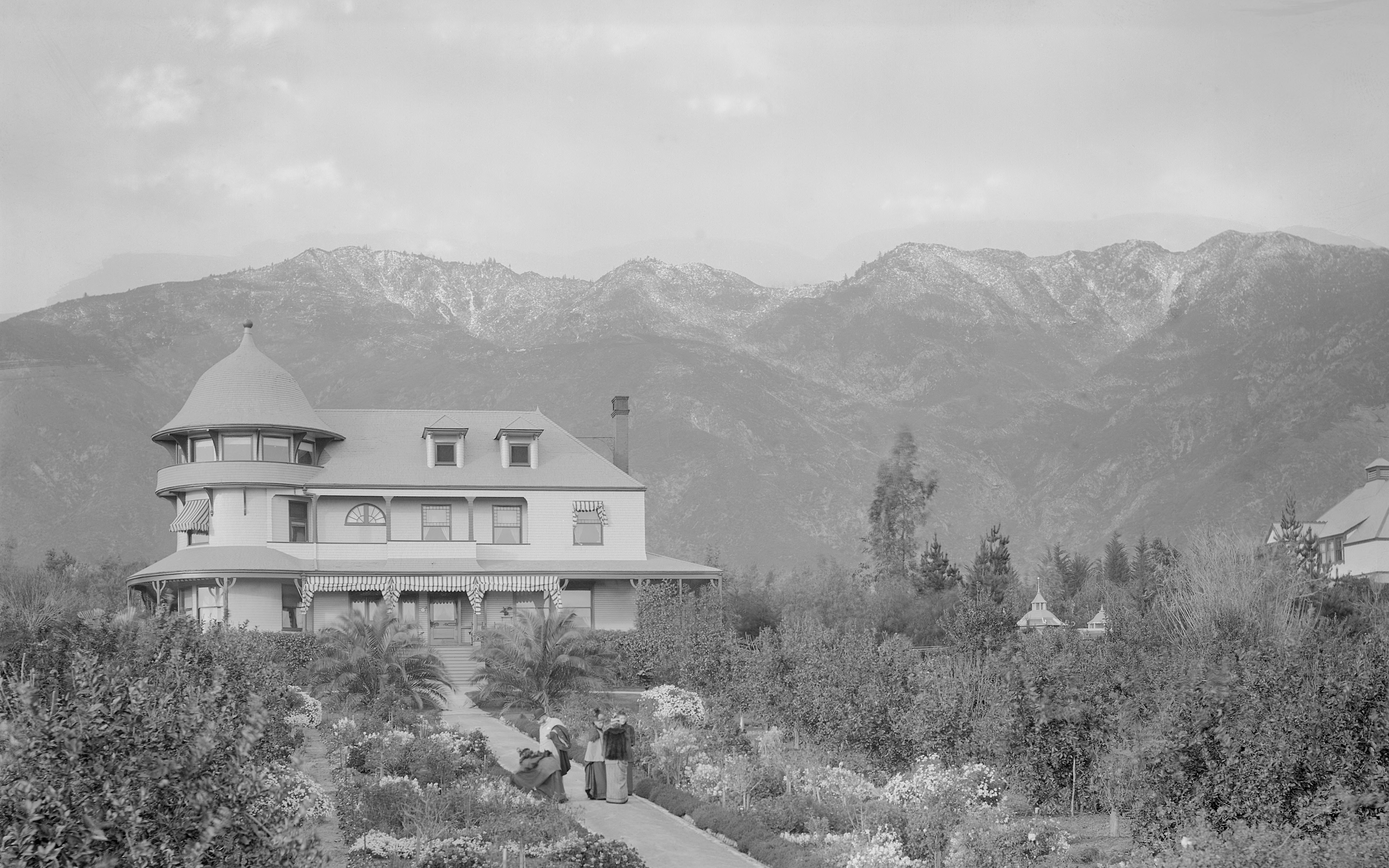
Vista exterior de la residencia de Andrew McNally en Altadena, ca.1900

McNally pagó al arquitecto de Pasadena Frederick Roehrig 15.000 dólares para diseñar la casa en estilo victoriano y reina ana. La casa tiene una rotonda de tres pisos que permite una vista de las montañas de San Gabriel hacia el norte. McNally también construyó un ramal ferroviario privado desde Altadena Junction hasta su propiedad para almacenar su vagón de ferrocarril privado. Los jardines estaban lujosamente cuidados, con un aviario a lo largo de la calle. Su jardinero también cuidaba de los cedros deodar que crecían a lo largo de Santa Rosa Avenue; estos árboles se convirtieron en Christmas Tree Lane, que también figura en el Registro Nacional.
En 1904 McNally contrajo neumonía mientras se dirigía a su rancho en La Mirada, donde falleció poco después. Los jardines y el aviario estaban descuidados y algunos pájaros escaparon. La propiedad posteriormente fue subdividida.
La casa fue adquirida por la familia Dupuy en 1955 quienes la restauraron. La familia Dupuy vendió la casa en 2021.